# ستيفاني ندلوفو
ستيفاني ندلوفو (1990-) هي مذيعة وممثلة تلفزيونية من جنوب إفريقيا معروفة بظهورها في المسلسل التلفزيوني (فضيحة) وفي مسلسل (MTV Shuga) وقناة اليوتيوب (The Ndlovu’s Uncut).

## حياتها المهنية
تلقت ستيفاني تعليمها في جامعة جوهانسبرغ، وأثناء قيامها بالدراسات العليا حصلت على عمل إضافي من خلال إنشاء ترجمات، وكانت واحدة من مضيفي برامج الأطفال (Craz-e) على قناة إي تي في مع المضيف المشارك Thulisile Phongolo، ومقدمة لبرنامج الأطفال الديني (Bonisanani) كما لعبت دور إنغريد ابنة ويسلي طومسون في المسلسل التلفزيوني الجنوب إفريقي (فضيحة) في نهاية عام 2015. ومثلت في السلسلة الأولى من سلسلة الويب (MTV Shuga9) بدور Tsholo وتم استدعاؤها بعد سنوات لتظهر في عرض خاص لهم في عام 2019.

## حياتها الشخصة
إلتقت ستيفاني مع Hungani Ndlovu في عام 2016 خلال تصويرمسلسل فضيحة وتزوج الإثنان في فبراير 2019.